# Knud Andersen (cyclisme)
Pour les articles homonymes, voir Knud Andersen (homonymie) et Andersen.
Knud Andersen (né le 5 janvier 1922 à Copenhague et mort le 14 novembre 1997) est un coureur cycliste danois. Il a notamment été champion du monde de poursuite amateur en 1949.

## Palmarès sur piste

### Championnats du monde
- Paris 1947
  -  Médaillé de bronze de la poursuite amateurs
- Copenhague 1949
  -  Champion du monde de poursuite amateurs

### Championnats nationaux
- Champion du Danemark de poursuite en 1941, 1943, 1947, 1948, 1949, 1952

## Palmarès sur route
- 1946
  -  Champion du Danemark du contre-la-montre
  - 3e du championnat des Pays nordiques sur route
- 1948
  -  Champion du Danemark sur route
- 1949
  - Champion des Pays nordique sur route
  - Champion des Pays nordique sur route par équipes (avec Børge-Saxil Nielsen, Christian Pedersen et Freddy Ammentorp)